# Grandfresnoy
Grandfresnoy is een gemeente in het Franse departement Oise (regio Hauts-de-France). De plaats maakt deel uit van het arrondissement Compiègne. Grandfresnoy telde op 1 januari 2022 1.826 inwoners.

## Geografie
De oppervlakte van Grandfresnoy bedroeg op 1 januari 2022 10,57 vierkante kilometer; de bevolkingsdichtheid was toen 172,8 inwoners per km².

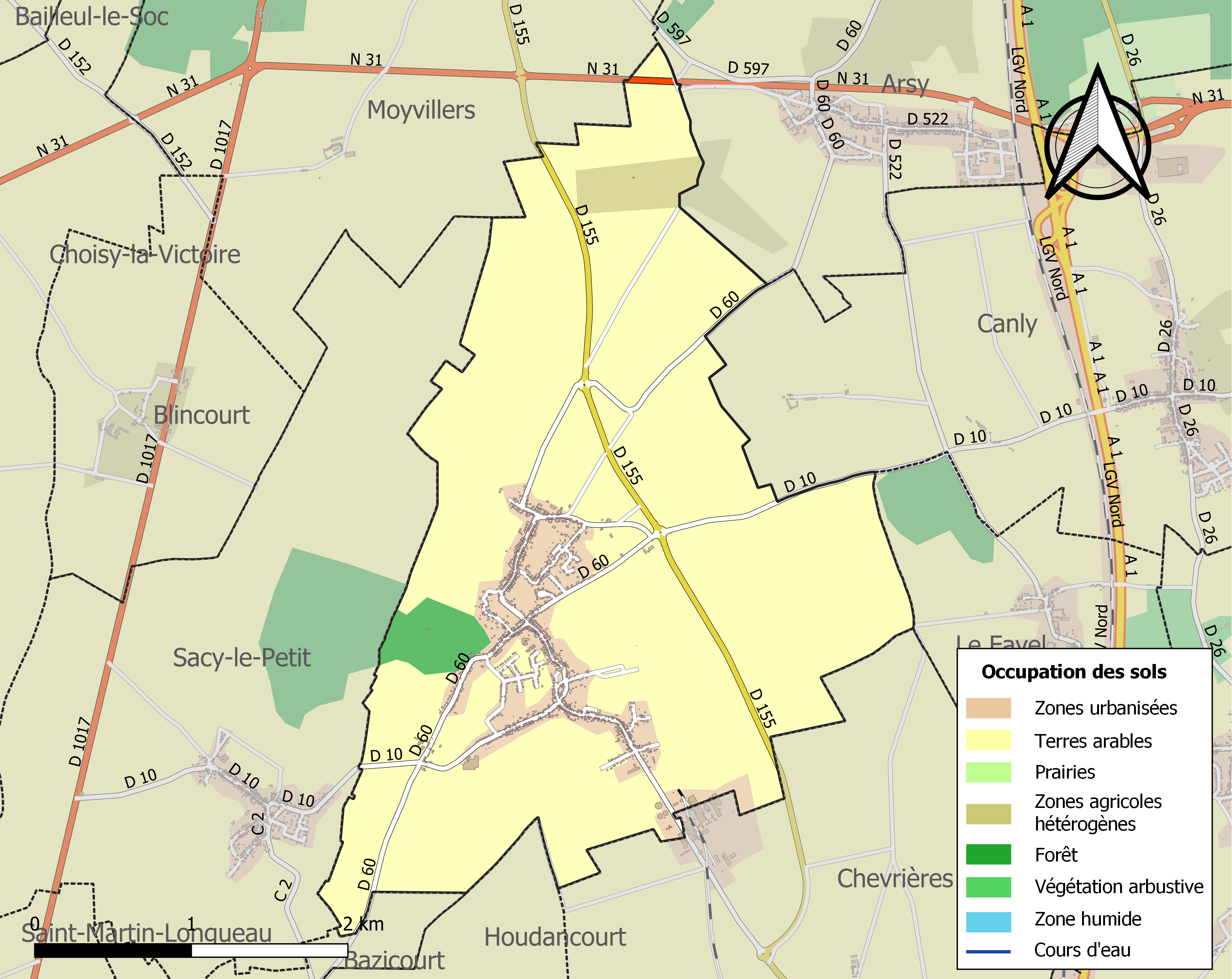
Kaart van de gemeente met belangrijkste infrastructuur, bodemgebruik en omliggende gemeenten

## Demografie
Onderstaande figuur toont het verloop van het inwonertal (bron: INSEE-tellingen).